# Provincia de Kon Tum
Kon Tum fue una de las provincias que conformaban la organización territorial de la República Socialista de Vietnam. Existió desde 1991 hasta su fusión con la provincia de Quảng Ngãi en 2025.

## Geografía
Kon Tum se localiza en la región de las Tierras Altas Centrales. La provincia mencionada posee una extensión de territorio que abarca una superficie de 9.614,5 kilómetros cuadrados.

## Demografía
La población de esta división administrativa es de 375.000 personas (según las cifras del censo realizado en el año 2005). Estos datos arrojan que la densidad poblacional de esta provincia es de treinta y nueve habitantes por cada kilómetro cuadrado.